# Fulco Luigi Ruffo-Scilla
Fulco Luigi Ruffo-Scilla (né le 6 avril 1840 à Palerme, et mort le 
19 mai 1895 à Rome) est un cardinal italien du XIXe siècle. D'autres cardinaux de la famille Ruffo sont Tommaso Ruffo (1706), Antonio Maria Ruffo (1743), Fabrizio Dionigi Ruffo (1791) et Luigi Ruffo Scilla (1801). 

## Biographie
Fulco Luigi Ruffo-Scilla est auditeur à la chambre apostolique. Il est élu archevêque de Chieti e Vasto en 1878 et transféré comme archevêque titulaire de Petra-en-Palestine en 1887. Mgr Ruffo-Scilla est nonce apostolique en Bavière en 1887-1889 et nommé préfet du Palais apostolique en 1889.
Le pape Léon XIII le crée cardinal lors du consistoire du 14 décembre 1891. Le cardinal Ruffo-Scilla est camerlingue du Sacré Collège en 1894-1895.